# Ákása
Az ákása (szanszkrit: आकाश, ākāśa) szó jelentése égbolt vagy légkör, a tér illetve az éter fogalmaihoz kapcsolódik a hagyományos indiai kozmológiában, amelyet az alkímia nyomán a nyugati okkultizmus eszmerendszere is átvett. Az ind bölcseletben egyike az anyagi világot és a testünket alkotó öt alap- vagy őselemnek; a mindenséget betöltő, mindenen átható, láthatatlan, szagtalan anyag.
Az ákása leggyakoribb fordításában éter, vákuum, mező, a láthatatlan erőterek hordozója, szubtilis anyag. A teret kitöltő szubtilis szubsztancia, amely mindenütt jelen van, így a legkisebb részecskékben, az atomok belsejében is.
Éternek szokták fordítani, de ez olyan bizonytalan fogalom, mint a „lélek" és a „szellem" határozatlan tartalma. Az általános gondolkozásban az éter csupán feltevés, hipotézis, amellyel jobb és szabatosabb fogalom híján számolunk. Az ákása azonban egészen más: felismert tény, alapvető elv, amely megmagyarázza az anyag természetét.
Az ákása az, ami a mi felismeréseink szerint is az anyag alapalkatát jelenti; az a ma még előttünk is lényegileg ismeretlen valami, amiből az atomok titokzatos erőforgatagában áramló, keringő elektronok létesültek. Természetében már alig határolható el az anyag és az erő fogalma. Nem tudjuk, hol kezdődik benne az, amit köznapi értelmezésben anyagnak nevezhetünk és hol végződik az, amit csupán erőhatásnak, mozgásnak foghatunk fel.
A hindu bölcselet rámutat a gyökeres tényre: az ákása a mindent betöltő, egyetemes állag, amelyből minden anyaginak nevezhető, anyagi formában kifejeződő jelenség
kialakul. Az ákása mozdulatlan, módosulatlan, elsődleges mivoltával nem szerepelhet a világ életfolyamatában, mert a létfolyamat éppen azáltal áll elő, hogy az egyetemes, központi Akarat, a Létforrás Ereje, mozgásba hozza. A mozgató elem tehát, amely az atomokban a valóságos kis naprendszereknek mondható erőforgatagokat mozgásban tartja s az elektronok elképzelhetetlenül apró parányait keringeti a proton-mag körül, maga a központi Akarat, a Lét teljességének ereje, amelyet akárhogyan nevezhetünk, de mindenképpen csak a magasrendű vallások Isten-fogalmával hozhatunk kapcsolatba, ha belénk idegzett, idejétmúlt „természettudományos" gátlások nem akasztják meg igazán logikus végkövetkeztetésünket. Ez a mozgató, létben tartó egyetemes erő nem maga Isten, mert az erő nem ősok, hanem már okozat; Isten több az erőnél: forrása az erőnek. Ez a létesítő erőforrás az, amelyből az egyetemes erő kiárad és a mindenség ákása-ősanyagát — mely megjelenésében maga is csupán mozgás, átalakult erők hullámzása — kialakítja, formákba kényszeríti a maga egyetemes törvényével.
A mindenséget betöltő anyag, az ákása összessége a Prakriti, az anyagvilág teljessége.
A szánkhja-jóga ontológiai szemléletében a mindenséget két anyag határozza meg: az ákása és a prána (életerő, életenergia). Az anyag minden megnyilvánulása az akásából sugárzódik ki. A prána ereje éltető mozgásba hozza az ákását, így alakul ki a mindenség látható és láthatatlan világa. Ahogyan minden anyagi forma az ákásából ered az egyes létciklusok kezdetén, úgy az energia minden formája (mágnesesség, gravitáció, elektromosság, hang stb.) a pránából eredeztethető.
Az ájurvéda elmélete szerint az anyagi világot és a testünket öt őselem alkotja, melynek egyike az ákása.